# Gagrella speciosa
Gagrella speciosa is een hooiwagen uit de familie Sclerosomatidae.